# Gnathosocia
Gnathosocia là một chi bướm đêm thuộc họ Geometridae.